# Storia del sushi

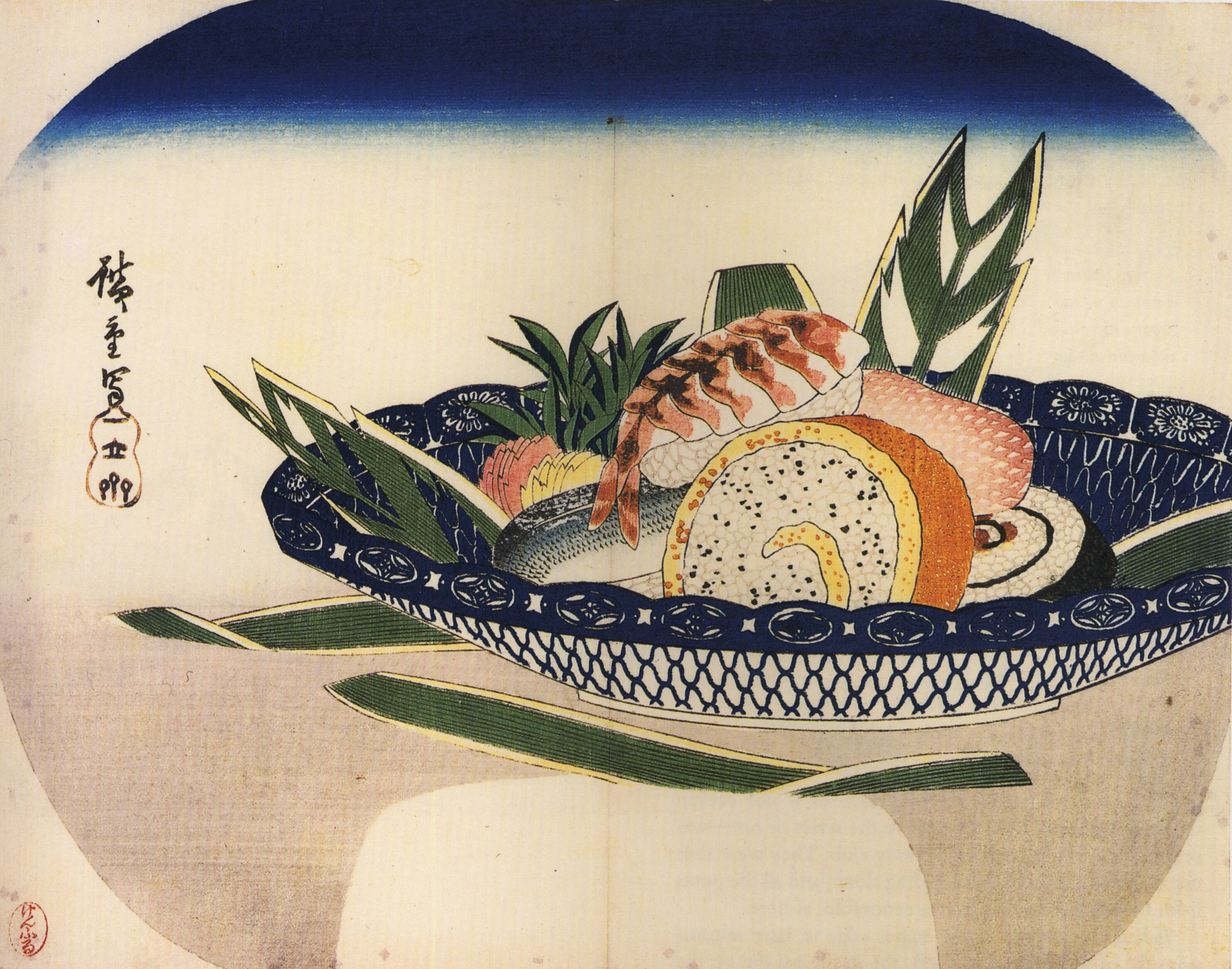
Ciotola di Sushi (Dipinto di Hiroshige)

La storia del sushi inizia nell'antichità, quando, duemila anni fa, la coltivazione del riso giunse in Giappone. Il sushi delle origini fu creato a Nara per conservare il pesce nel riso fermentato. Durante il periodo Muromachi si iniziò a mangiare anche il riso, oltre che il pesce, mentre nel periodo Edo l'aceto sostituì il riso fermentato. In tempi pre-moderni e moderni, il sushi è diventato una forma di fast food fortemente associata alla cultura giapponese.

## Le origini
La prima forma di sushi giunse in Giappone dalla Cina circa duemila anni fa.. L'aspetto che oggi ha il sushi si è affermato intorno all'VIII secolo. Il pesce veniva salato e arrotolato nel riso fermentato. Il narezushi era fatto di pesce sviscerato, che veniva posto nel riso fermentato per diversi mesi per poter essere conservato: la fermentazione del riso faceva sì che il pesce non andasse a male; il riso fermentato era poi scartato e veniva mangiato solo il pesce. Questo antico tipo di sushi divenne un'importante risorsa proteica per i giapponesi.
I giapponesi preferivano mangiare il pesce con il riso, conosciuto come namanare o namanari (生成?, なまなれ? o なまなり?, traducibile come"semi-fermentato"). Durante il periodo Muromachi il namanare era il tipo di sushi più popolare; era composto da pesce crudo arrotolato nel riso, da consumarsi ancora fresco, prima che cambiasse sapore. Questo nuovo modo di consumare pesce non era più dovuto alla conservazione, ma divenne piuttosto un nuovo piatto della cucina giapponese.
Nel periodo Edo, fu introdotto un terzo tipo di sushi: l'haya-zushi (早寿司? o 早ずし?, "sushi veloce"). L'haya-zushi era assemblato in modo che pesce e riso potessero essere consumati nello stesso momento; divenne un piatto unico nella tradizione giapponese: per la prima volta il riso non era utilizzato per la fermentazione e le sue proprietà di conservante. Il riso veniva ora mischiato ad aceto, cibo essiccato e verdure oltre che al pesce. Questo tipo di sushi è ancora oggi molto popolare.
Quando, nel XIX secolo, Tokyo era ancora conosciuta come Edo le bancarelle gestite da ristoratori di strada cominciarono a diffondersi. Durante questo periodo fu introdotto il nigirizushi (握り寿司?), che consisteva in un cumulo allungato di riso coperto da una fetta di pesce. Dopo il Grande terremoto del Kantō del 1923 i maestri del nigiri si sparsero per tutto il Giappone, rendendo popolare il piatto in tutto il Paese.
Quello che oggi è internazionalmente conosciuto come "sushi" (la varietà del Kantō di nigirizushi) fu concepito da Hanaya Yohei nell'odierna Tokyo. Gli abitanti di Tokyo vivevano nella fretta anche agli anni inizi del XX secolo, e questo tipo di sushi utilizzava riso non fermentato e poteva essere mangiato con le mani o con le bacchette. Si trattava di una prima forma di fast food che poteva essere consumata in pubblico o a teatro.

## Il sushi in Giappone
Il più antico riferimento al sushi in Giappone risale al 718 d.C. nel Codice Yōrō. Come esempio di imposte pagate in natura si legge "雑鮨五斗" (?, "circa 64 litri di zakonozushi o zatsunozushi"). Comunque non c'è modo di sapere cosa fosse o come si pronunciasse questo sushi. Nel IX e X secolo "鮨?" e "鮓?" vengono letti "sushi".
Per quasi ottocento anni, fino agli inizi del XIX secolo, tanto il sushi quanto la cucina giapponese cambiarono lentamente. I giapponesi cominciarono a consumare tre pasti al giorno, a bollire il riso, anziché cuocerlo al vapore, e, cosa assai importante, svilupparono l'aceto di riso. Mentre si continuava a produrre il sushi fermentando il pesce col riso, l'aggiunta dell'aceto di riso ridusse il tempo di fermentazione e il riso cominciò a venir consumato insieme al pesce. Durante il periodo Muromachi (1336-1573) il processo di produzione dell'oshizushi venne gradualmente sviluppato sostituendo l'uso della fermentazione con l'aceto. Durante il periodo Azuchi-Momoyama (1573–1603) venne inventato il namanare. Un dizionario giapponese-portoghese del 1603 riporta la voce namanrina sushi, letteralmente "sushi fatto a metà". Il namanare veniva fatto fermentare per un tempo più breve del narezushi ed eventualmente veniva marinato con aceto di riso. Continuava ad avere l'odore distintivo del narezushi.

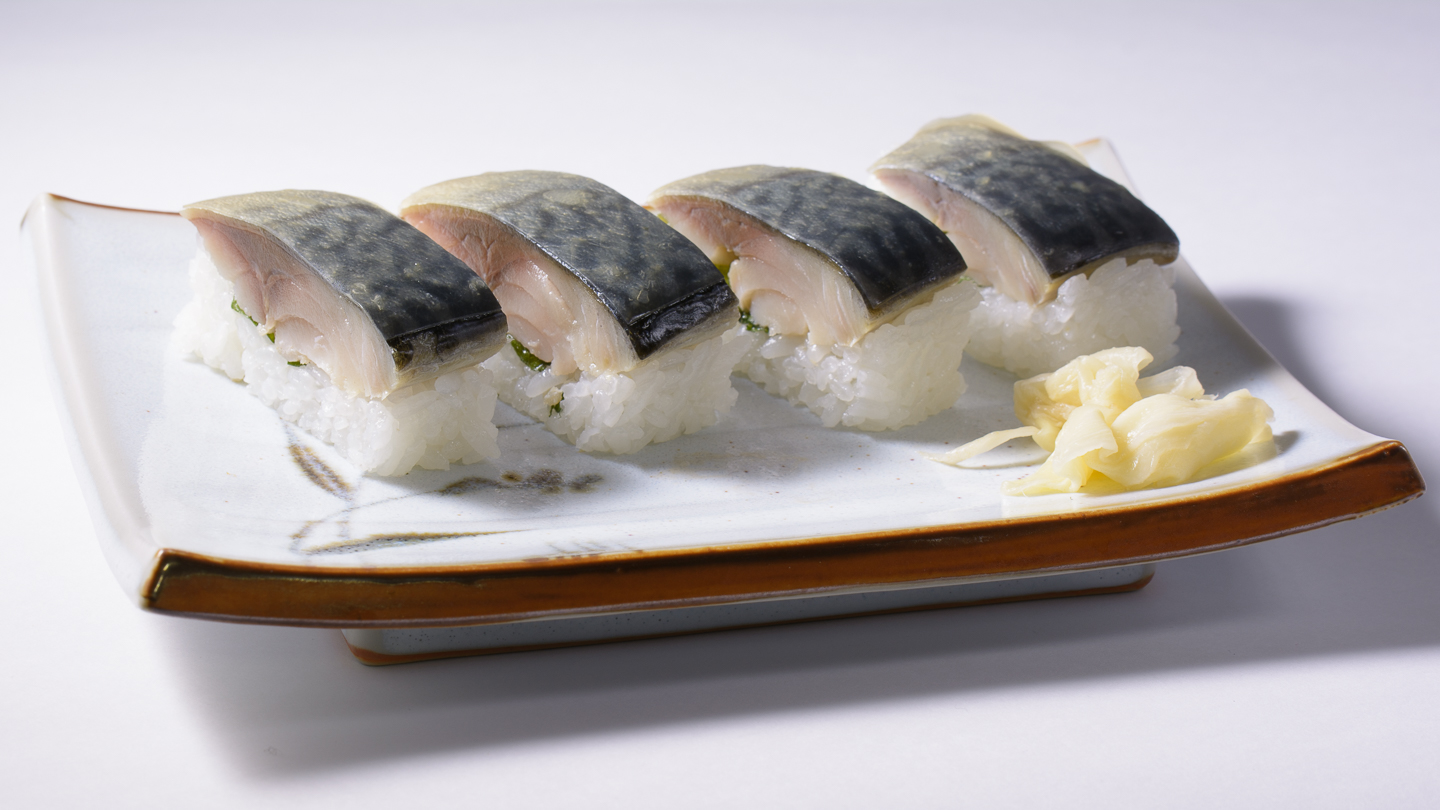
Osaka-style sushi, anche chiamato "oshizushi"

L'odore del narezushi, probabilmente, costituì una delle ragioni per le quali si abbreviò o saltò il processo di fermentazione. Esso veniva comunemente descritto come "un misto tra blue cheese, pesce e aceto di riso". Un racconto di Konjaku Monogatarishū, redatto agli inizi del XII secolo sostiene che non fosse di odore invitante, sebbene avesse un buon sapore: agli inizi del XIX secolo l'oshizushi venne perfezionato a Osaka e giunse fino a Edo durante la metà del XIX secolo. Lì il sushi veniva venduto ai clienti ma, poiché necessitava di un periodo di fermentazione, si era soliti appendere insegne per i clienti, mostrando quando fosse pronto. Il sushi venne, inoltre, venduto vicino a un parco durante il periodo hanami.